# 福斯特医生
《福斯特医生》（英語：Doctor Foster: A Woman Scorned）是一部英国电视连续剧，于2015年9月9日在英國廣播公司第一台首播。該電視劇的部分故事情节来自希腊神话中的美狄亚。 第二季福斯特医生於2017年9月5日首播。